# Thomas (cantante)
Thomas, pseudonimo di Thomas Bocchimpani (Bassano del Grappa, 13 aprile 2000), è un cantante italiano.

## Biografia
Avvicinatosi al canto e alla danza fin da bambino, si esibisce per la prima volta in pubblico a 10 anni. Nel 2013 partecipa alla quarta edizione del talent show Io canto.
Negli anni 2016 e 2017 partecipa alla sedicesima edizione del talent Amici di Maria De Filippi dove accede alla fase serale classificandosi sesto, divenendo l'unico partecipante a non essere andato alla finale ma ad aver avuto un contratto discografico. Subito dopo l'uscita dal programma pubblica l'EP Oggi più che mai, che raggiunge la seconda posizione in classifica e viene certificato disco d'oro dopo solo due settimane, divenendo l'artista più giovane ad averlo ottenuto in poco tempo. Il 10 giugno esce come singolo Normalità. Grazie al successo dell'EP, si esibisce in estate ai Wind Music Awards e al Summer Festival 2018.
Il 13 ottobre pubblica il suo primo album Thomas, anticipato il 26 settembre dal singolo È un attimo. Il disco ha raggiunto la vetta della Classifica FIMI Album è stato promosso dai successivi singoli Il sole alla finestra e Non ridere di me. Nel 2018, in occasione del suo diciottesimo compleanno, ha annunciato l'uscita di Thomas 18 Edition, riedizione pubblicata il 3 maggio e contenente cinque inediti, tra cui il singolo Non te ne vai mai.
Nel 2018 è stato scelto dalla 20th Century Fox per rappresentare l'Italia, recandosi a Londra in agosto per registrare il video di supporto al film Bohemian Rhapsody.
Il 10 aprile 2019 è stato pubblicato il singolo Il calabrone di Gabry Ponte, che vede la partecipazione vocale di Edoardo Bennato e dello stesso Thomas. Nello stesso anno ha presentato il singolo Ne80, che ha anticipato l'EP Imperfetto, uscito il 24 gennaio 2020.
Nel 2023 partecipa a Una voce per San Marino con il brano 23:23.
Nel 2024 partecipa come concorrente a Tale e quale show arrivando sesto.

## Discografia

### Album in studio
- 2017 – Thomas

### EP
- 2017 – Oggi più che mai
- 2020 – Imperfetto
- 2024 – Salto nel Buio

### Singoli
Come artista principale
- 2017 – Normalità
- 2017 – È un attimo
- 2017 – Il sole alla finestra
- 2017 – Non ridere di me
- 2018 – Non te ne vai mai
- 2019 – Ne80
- 2020 – Contro verso
- 2022 – 806
- 2022 – Monroe
- 2023 – 23:23
- 2024 – Guarda come si fa
- 2024 – Salto mortale
- 2024 – Stupendo
- 2025 – La parte più bella

Come artista ospite
- 2019 – Il calabrone (Gabry Ponte feat. Edoardo Bennato & Thomas)